# Shibin el-Kom
Shibin El Kom (en árabe: شبين الكوم) es una ciudad situada en el Bajo Egipto y es la capital de la Gobernación de Menufia.
Su población es de 159.909 habitantes (2006).
Están situados en la ciudad los gobiernos provincial y local. La ciudad cuenta con varias escuelas públicas y privadas, así como las principales ramas de la Universidad de Menufia; hay varios hospitales, la oficina central de telecomunicaciones, proveedores de servicios de Internet, organizaciones sindicales de médicos, comerciantes, agricultores, ingenieros, etc., sedes de partidos políticos y organizaciones sociales, una cámara de comercio, un gran estadio y equipos atléticos.
La economía de la ciudad depende de la industria, el comercio y, en menor medida, de la agricultura; aunque la ciudad es antigua, sus infraestructuras se están modernizando. 
Sus habitantes son participantes activos en el proceso político de Egipto. El actual presidente Hosni Mubarak es de Kafr El-Messilha. El presidente Anwar Sadat fue también de Menufia. 
Las estadísticas estimadas en 2006, muestran que la ciudad tiene una población de 630.000 habitantes, que es 18,87% de la población total de la provincia, con una densidad de 2010 habitantes por kilómetro cuadrado (que incluye las ciudades de El Batanoon, Bakhaty, Istobari, El-May, El-Messilha, Miligue, Shanawan y Shubrakheet).

## Shanawan
Shanawan es una gran ciudad situada al sur de Shibin El Kom. La principal actividad económica es la agricultura y allí se encuentra un museo agrícola. Es famosa por sus battaw, un antiguo tipo de pan hecho de maíz.
La villa cuenta con una unidad local de policía, estación de tren, centro de la juventud (fútbol, baloncesto, ping-pong), servicio telefónico, de Internet y un hospital central. 